# Jesús Hernández Aristu
Jesús Hernández Aristu (* 1943) ist ein spanischer Sozialwissenschaftler, Supervisor und Hochschullehrer.
Aristu leistete wichtige Impulse in der Weiterentwicklung von sozialer Arbeit, systemischer Supervision und Organisationsberatung, besonders im Kontext der Aus- und Fortbildung von Sozialarbeitern und Supervisoren in Deutschland, Spanien, Lateinamerika und Ungarn.

## Leben
Nach einem Studium der Philosophie, katholischen Theologie und Pädagogik in Pamplona in den Jahren 1960 bis 1967 setzte er sein Studium der Pädagogik an der Pädagogischen Hochschule Rheinland, Abteilung Aachen mit dem Schwerpunkt Erwachsenenbildung und Jugendarbeit, mit dem Abschluss Diplompädagoge fort.
Es folgte eine Promotion in Erziehungswissenschaft an der von den Jesuiten gegründeten und getragenen Universität in Deusto (bei Bilbao), sowie eine Ausbildung in psychotherapeutischen Methoden (Gestalttherapie und Psychoanalyse) in Deutschland, der Schweiz und Belgien.
Jesús Hernández Aristu bildete sich in systemischer Supervision und Organisationsberatung fort und wurde als Supervisor und Lehrender Supervisor SG zertifiziert.
Er arbeitete als Supervisor und in der Ausbildung von Supervisoren am Institut für Beratung und Supervision (IBS) in Aachen, sowie am Hochschuldidaktischen Zentrum der RWTH Aachen
Von 1988 bis 1990 war er als Leiter der Hochschule für Soziale Arbeit in Pamplona (Escuela Universitaria de Trabajo Social de Navarra) tätig und nahm Gastprofessuren an der Päpstlichen Katholischen Universität von Chile (Santiago de Chile) und der Fachhochschule Niederrhein (Krefeld/Mönchengladbach) wahr.
Von 1990 bis 2015 lehrte er als Professor an der Universidad Publica de Navarra in Pamplona.

## Mitarbeit bei Projekten und in (Fach-)Verbänden
- In Zusammen mit Heinz Kersting Leitung des TEMPUS-Projekts SWEEL der Europäischen Union zur Einführung von Sozialarbeit in Ungarn, sowie Aufbau des ersten Studiengangs in dieser Disziplin (1991–1995)
- Systemische Gesellschaft (Lehrender Supervisor SG)
- Gründung der Gesellschaft für Supervision (Mitxelena) in Spanien (1993)
- Durchführung von 15 Supervisionsausbildungen in Spanien (1993–2023)
- Ab 1999 Gründungspräsident der spanischen Supervisionsgesellschaft (ISPA) (ab 1999)
- Herausgeberschaft von drei Bücherserien in Bereich der Sozialen Arbeit, Erwachsenenbildung, Jugend- und Familiensoziologie und Beratung, Supervision und Coaching.
- Koordinator seitens der Universität (UPNA) und des Instituts Asociación Navarra Mitxelena von insgesamt 8 Europäische Projekte zwischen 1991 und 2022.
- Organisator und Mitorganisator von 13 nationalen und internationalen Begegnungen in Form von Kongressen oder Tagungen
- Teilnehmer in 3 Universitätsnetzen in Europa
- Gründer und Leiter zwischen 1994 und 2013 des Forschungsteams INSONA (investigaciones Sociales Navarra der Upna)
- Publikation von ca. 40 Büchern und ca. 60 Artikeln als Autor bzw. Co-Autor
- Gründung des Beratungsinstituts Gingko Asesoramiento y Desarrollo Personal
- Deutsch-Spanische Gesellschaft von Nordspanien (Präsident)
- Präsident der vielfach national und international ausgezeichneten Kammerchor von Pamplona (2009–2014)

## Auszeichnung
- Ehrensenator der Hochschule Niederrhein 2005
- Verdienstkreuz der Regierung der BRD (2012)
- Preis Top Global Humanitas 2021 (IDC Open global School), Cambrighe University

## Werke

### Publikationen in Buchform (Autor und (Mit-)Herausgeber)
- Pädagogik des Seins. Paulo Freires praktische Theorie einer emanzipatorischen Erwachsenenbildung. (= Edition 2000. Band 52). Lollar 1977, ISBN 3-87958-152-5.
- (Hrsg.): Niños españoles en Alemania. Spanische Kinder in Deutschland. Edition Popular, Madrid 1980, ISBN 84-85016-21-1.
- mit Heinz J. Kersting und István Budai (Hrsg.): Ausbildung für die Soziale Arbeit auf europäischem Level. Das TEMPUS-Projekt SWEEL (Social Work Education on a European Level) Deutschland – Spanien – Ungarn. (= Schriften des Fachbereichs Sozialwesen an der Fachhochschule Niederrhein. Band 13). Mönchengladbach 1995.
- Mit Dr. Andreu Lopez-Blasco Formación profesional dual: una intervención reflexiva. Nau Llibres. Valencia, ISBN 84-7642-556-2
- La supervisión. Calidad de los servicios. Eunate, Pamplona 1999, ISBN 84-7768-098-1.
- Mit Heinz Kersting und Marlo Riege (Hrsg.) Internationale Sozialarbeit. Schriften des Fachbereichs Sozialwesen an der Fachhochschule Niederrhein. Band 29. Mönchengladbach 2001
- Trabajo Social en el espacio europeo: Teoria y Practica. Edit. Grupo5. Madrid 2011. ISBN 978-84-938948-9-4
- Siempre mejorando lo presente: Coaching y Supervisión al servicio de personas y organizaciones. Eunate. Pamplona 2018. ISBN 978-84-7768-361-2
- Pensar con el corazón. Actuar comunicativamente, Asesoramiento social para profesionales que ayudan. Edit. Eunate. Pamplona 2019. ISBN 978-84-7768-375-9.
- Convivencia, rendimiento y bienestar en la escuela. - Pasos hacia una educación personalizada, diversa, efectiva y afectiva – Edit. Eunate. Pamplona 2021 ISBN 978-84-7768-414-5
- Identidad, Resonancia y Construcción del sentido. (Orientación Supervisión Coaching). Edit. Círculo Rojo. Madrid 2021. ISBN 978-84-1104-950-4

### Beiträge in Sammelwerken und Zeitschriftenartikel (in Auswahl)
- Jesus Hernandez Aristu: Ein Zufall und seine europäischen Folgen. In: W. Klüsche (Hrsg.): Rückblicke. 30 Jahre Fachbereich Sozialwesen. Mönchengladbach 2001.
- Jesus Hernandez Aristu. Spanische Jugend zwischen Familie, Bildung und Arbeitswelt In: Paape/Pütz (hrsg) Die Zukunft des lebendigen Lernens. Fachschrift zum 75. Geburtstag von Franz Pöggler. Peter Lang Verlag. Frankfurt a. M. 2082
- Jesús Hernández Aristu: Aspekte einer reflexiven Sozialpädagogik. In.Joachim Dabisch (hrsg) Kultureller Dialog. Solidarische Bildung bei Paulo Freire. Freirejahrbuch 3. Verlag Dialogische Erziehung Oldenburg. 2002.
- Jesus Hernández Aristu/Leyre Braco. The development of Community work in Spanien.
- Community work field:Analysis of de Urban Project: Historical Centre of de Town of Rochapea.
- Jesus Hernández Aristu. The Philosofy of Dialogue as the Holistic Ethical Foundation in Assistance Careers. In Brake/Deller (eds.) Community Development – A European Challenge. Barbara Budich Verlag. Opladen 2008.
- Jesus Hernández Aristu. Soziologische Aspekte des Coachings als Beratungsform. In. R. Wegener und alii: Coaching als individuelle Antwort auf gesellschaftliche Entwicklungen. Springer Wiesbaden 2016.
- Jesus Hernandez Aristu. Gott schuf den Menschen, und der formt sich selber. In: Wegener und alii: Coaching und Gesellschaft, Forschung und Praxis im Dialog. Springer. Wiesbaden 2016.
- Jesus Hernández Aristu: Las familias monoparentales en Navarra: evolución perspectivas vitales y proyección de futuro en el contexto de España y de la Unión Europea. En revista de ciencias sociales Sociedad y Utopía 27/2006
- Jesus Hernández Aristu. Beratung zwischen Ich und Du und Weltbeziehung. Anregungen zum nachdenken über Resonanzen im Beratungskontext und der Weltbeziehung. Zeitschrift Systhema.32/2018.
- Jesus Hernández Aristu. Lernen – ein komplexer Vorgang in Gruppen. Zeitschrift Weiterbildung 5/2022